# Emmy Noether
Amalie Emmy Noether (født 23. marts 1882, død 14. april 1935) var en tyskfødt matematiker. Einstein skal have sagt om hende, at hun var en af de mest kompetente matematikere, som nogensinde levede, og at hun var det mest signifikante matematiske geni, som var produceret, siden kvinder fik adgang til højere uddannelse.
Den 23. marts 2015 som var den 133. årsdag for hendes fødsel, dedikerede Google sin Google Doodle som en hyldest til hende.

## Publikationer

### Publikationer af Emmy Noether
- ——— (1913), "Rationale Funktionenkörper", J. Ber. D. DMV, DE: Uni Göttingen, 22: 316-19, arkiveret fra originalen 8. marts 2013, hentet 8. juli 2015
- ——— (1918), "Gleichungen mit vorgeschriebener Gruppe", Mathematische Annalen, 78: 221-29, doi:10.1007/BF01457099, arkiveret fra originalen 3. september 2014, hentet 8. juli 2015
- ——— (1921), "Idealtheorie in Ringbereichen", Mathematische Annalen, Metapress, 83 (1), ISSN 0025-5831, arkiveret fra originalen (PDF) 3. september 2014, hentet 8. juli 2015
- ——— (1927), "Abstrakter Aufbau der Idealtheorie in algebraischen Zahl- und Funktionenkörpern", Mathematische Annalen, Metapress, 96 (1): 26-61, doi:10.1007/BF01209152, arkiveret fra originalen (PDF) 3. september 2014, hentet 8. juli 2015

### Andre publikationer
- Gilmer, Robert (1981), "Commutative Ring Theory",  i Brewer, James W; Smith, Martha K (red.), Emmy Noether: A Tribute to Her Life and Work, New York: Marcel Dekker, s. 131-43, ISBN 0-8247-1550-0
- Høyrup, Else (2016), "Emmy Noether og fysikkens bevarelseslove", Kvant, København (3): 30-35, ISSN 0905-8893
- Malle, Gunter; Matzat, Bernd Heinrich (1999), Inverse Galois theory, Springer Monographs in Mathematics, Berlin, New York: Springer-Verlag, ISBN 978-3-540-62890-3, MR 1711577
- Swan, Richard G (1969), "Invariant rational functions and a problem of Steenrod", Inventiones Mathematicae, 7 (2): 148-158, doi:10.1007/BF01389798